# Joy Sunday
Joy Sunday (Nueva York; 25 de septiembre de 1996) es una actriz estadounidense. Es conocida por su participación en series como Dear White People y Wednesday. En el cine, ha trabajado en papeles secundarios en películas como Bad Hair, Shithouse y Dog: un viaje salvaje.

## Biografía
Joy Sunday nació el 25 de septiembre de 1996 en Staten Island, un borough de la ciudad de Nueva York (Estados Unidos) en el seno de una familia de origen nigeriano. Estudió teatro en Fiorello H. LaGuardia High School en la ciudad de Nueva York, una escuela secundaria especializada en enseñar artes visuales y escénicas, posteriormente estudió en la Escuela de Artes Cinematográficas de la Universidad del Sur de California en Los Ángeles, donde se graduó con una licenciatura en Estudios Críticos de Cine y Medios Digitales. Fuera de la universidad, trabajó como cineasta con el Tribeca Film Institute, donde trabajó en varios cortometrajes.
Hizo su debut televisivo en un episodio de la serie MacGyver en 2018. En 2020, se unió al Sindicato de Actores de Cine gracias a su actuación en la película Bad Hair, ese mismo año tuvo un papel secundario interpretando el personaje de Sophia en la película Shithouse. Al año siguiente, en 2021, apareció en un episodio de la serie Dear White People de Netflix.
Posteriormente interpretó varios papeles secundarios en películas como The Beta Test y Dog: un viaje salvaje. Aunque su papel más importante hasta la fecha ha sido el de Bianca Barclay en la serie de Netflix Wednesday de 2022  dirigida por Tim Burton.

## Filmografía
| Año  | Título                | Papel    | Notas            | Ref.  |
| ---- | --------------------- | -------- | ---------------- | ----- |
| 2014 | Embody                | Sasha    | Cortometraje     |       |
| 2017 | Darling               |          | Cortometraje     |       |
| 2018 | Her Mind in Pieces    | Joy      | (segmento "Joy") |       |
| 2018 | Alive Again           | Sage     | Cortometraje     |       |
| 2019 | Her Mind in Pieces    | Joy      |                  |       |
| 2020 | Bad Hair              | Cynthia  |                  |       |
| 2020 | Shithouse             | Sophia   |                  |       |
| 2020 | Take my Heart         | Mac      | Cortometraje     |       |
| 2020 | Limelight             | Didienne | Cortometraje     |       |
| 2021 | The Beta Test         | Celia    |                  |       |
| 2022 | Dog: un viaje salvaje | Dr. Gray |                  | [ 6 ] |
| 2023 | Rise                  | Rayowa   |                  |       |
| 2024 | Under the Influencer  | Rachel   |                  |       |

| Año           | Título             | Papel          | Notas                                           | Ref. |
| ------------- | ------------------ | -------------- | ----------------------------------------------- | ---- |
| 2018          | MacGyver           | Abina          | Episodio: «Scavengers + Hard Drive + Dragonfly» |      |
| 2018          | Yas Kween          | Ria (Same)     | 5 episodios                                     |      |
| 2019          | Carol's Second Act | Macy           | Episodio: «Therapy Dogs»                        |      |
| 2019          | Good Trouble       | Janella        | Episodio: «A Very Coterie Christmas»            |      |
| 2021          | Dear White People  | Claire         | Episodio: «Volume 4: Chapter VII»               |      |
| 2022-presente | Wednesday          | Bianca Barclay | Papel secundario; 12 episodios                  |      |